# Happy Tree Friends
Happy Tree Friends (thường được viết tắt là HTF)là một bộ phim hoạt hình bạo lực của Hoa Kỳ kể về câu chuyện của một nhóm bạn thân là những con vật đáng yêu bao gồm nhiều màu sắc khác nhau, luôn luôn bị thương bởi những chướng ngại vật xung quanh, và luôn luôn bị mất mạng hoặc mất đi một trong những bộ phận của cơ thể như: mắt, miệng, chân, tay...
Vì phim này là hoạt hình kinh dị và gây sợ hãi, nhà sản xuất khuyến cáo trẻ em dưới 18 tuổi không nên xem phim này. Những người mắc bệnh tim mạch, thần kinh cũng không nên xem.

## Lịch sử

### Ban đầu
Trong khi làm việc trên cho MondoMedia, Rhode Montijo đã vẽ một nhân vật mà sau này sẽ trở thành Shifty. Ông sau đó lại vẽ trên một tấm áp phích một con thỏ màu vàng mang một số điểm tương đồng với Cuddles và viết rằng "kháng cự là vô ích" bên dưới nó. Rhode sau đó treo các bản vẽ trong nơi làm việc của mình để người khác có thể thấy ý tưởng của ông, và cuối cùng ý tưởng đã được chấp nhận bởi giám đốc điều hành MondoMedia. Năm 1999 giao cho Aubrey Ankrum, Rhode Montijo và Kenn Navarro một cơ hội để làm một đoạn clip ngắn cho họ. Họ đã đưa ra một tác phẩm tên "Banjo Frenzy" ngắn được đặt tên, trong đó một con khủng long màu xanh (một phiên bản đầu của Lumpy) giết chết ba loài động vật rừng, một con thỏ, con sóc và hải ly (phiên bản cũ của Cuddles, Giggles và Toothy) với một cây đàn banjo. Từ đó cho họ loạt sêri phim trên Internet của riêng họ, được đặt tên là Happy Tree Friends.

### Gặt hái thành công
Chỉ sau khi ra mắt trên Internet vào năm 2000, Happy Tree Friends đã thành công một cách bất ngờ, nhận được hơn 15 triệu lượt truy cập mỗi tháng, và được thể hiện trong liên hoan phim. Ở một số nước, các tập phim được công chiếu trên truyền hình. Phim được công chiếu tại 17 nước (Pháp, Hà Lan, Bồ Đào Nha, Đức, Ba Lan, Thụy Điển, Philippines, Brasil, Litva, Nhật Bản, Ý, Israel, Indonesia, Anh, Úc, México, Hy Lạp). Bộ phim đã được cải tiến thành sêri phim riêng của mình, chứ không phải là một phần của một trình biên dịch như trước. Happy Tree Friends cũng đã đạt được một bộ sưu tập âm thanh và phông nền cho các tin nhắn của Yahoo!. Nó là đặc trưng trên các trang web nhiều mà phim hoạt hình flash có thể được theo dõi và trang web chính thức của Happy Tree Friends. Vào năm 2007, festival Ozzfests đã chọn, một số tập để trình bày trên màn hình lớn [cần dẫn nguồn]. Được cổ vũ bởi sự thành công của chương trình, tác giả của nó đã phát hành 4 đĩa DVD (First Blood, Second Serving, Third Strike và Winter Break) có chứa các tập phim được hiển thị trên trang web và những tập khác đã không được phát hành. Một bộ sưu tập bao gồm 3 đĩa DVD đầu tiên và 5 tập phụ, Overkill, cũng đã được phát hành. Hai tập phim, "Stealing the Spotlight" và "Ski Ya, Wouldn't Wanna Be Ya!", chỉ có trong DVD Happy Tree Friends: Winter Break.
Giám đốc điều hành John Evershed cho rằng sự thành công của loạt phim hoạt hình này là bởi Kenn Navarro. "Anh ấy có một tầm nhìn rõ ràng cho chương trình và ông là một phim hoạt hình rực rỡ. Anh ấy đã tạo ra một cái gì đó khá phổ quát. Tôi hình dung các trẻ em xem Happy Tree Friends 20 hoặc 30 năm sau kể từ bây giờ cũng giống như đang xem Tom và Jerry hiện tại. Vì vậy, thực sự nó là Ken Navarro "[6].

### Sêri truyền hình
Sêri phim truyền hình Happy Tree Friends lần đầu tiên được được công chiếu tại Comic-Con 2006. Ngày 25 tháng 9 năm 2006 vào lúc nửa đêm trên website của G4. Mỗi tập phim nửa tiếng đồng hồ của loạt phim truyền hình này bao gồm 3 đoạn 7 phút. 39 phân đoạn đã được thực hiện, đã trở thành 13 tập đầy đủ cho phần một. Hình ảnh từ 6 tập phim đầu tiên có thể được nhìn thấy trên trang web của G4. Razer Canada kênh phát sóng chương trình cung cấp thông tin cũng như các trạm CityTV khắp Canada. Chương trình được phát sóng trên kênh MTV ở châu Âu và châu Mỹ Latinh và trên Animax ở Nam Phi. Nó cũng hiển thị trên Paramount Comedy 1 tại Vương quốc Anh từ ngày 11 tháng 5 năm 2007 trong một thời gian ngắn, được đánh giá vào thể loại TV-MA.

## Nhân vật

### Nhân vật chính
Cuddles: là 1 chú thỏ màu vàng với đôi má hồng và đi một đôi dép lê hình con thỏ màu hồng. Cậu là một trong 4 nhân vật đầu tiên của loạt phim. Cậu có 1 chỏm tóc xoăn, chiếc đuôi xoăn màu trắng và hai cái tai dài. Khi cậu cảm thấy hạnh phúc thì đôi tai đó sẽ dựng lên còn khi buồn thì chúng cụp lại. Cậu là nhân vật có số lần chết nhiều nhất loạt phim.
Giggles: là một cô sóc chuột màu hồng trên mặt có hình kim cương màu trắng, một hình bầu dục trắng trên thân và đeo một chiếc nơ khá to màu đỏ ở trên đầu. Cô có tính cách như một bé gái, như nô đùa với những bông hoa, mở tiệc trà với Petunia, trượt băng, cô khá nhút nhát và dễ thương. Tên của cô đến từ thói quen hay cười khúc khích của mình. Ngoài ra, cô còn bị dị ứng với hoa hồng. Giggles là nhân vật nữ đầu tiên được giới thiệu trong loạt phim. Cô là bạn gái của Cuddles.
Toothy: là một chú hải ly màu tím, mặt có tàn nhang và răng thì to và thưa. Cậu rất thân thiện và thích đi chơi, đặc biệt là chơi với các nhân vật bé hơn mình. Cậu rất ngưỡng mộ Splendid vì Splendid đã cứu mình (trong tập Better Off Bread) và thậm chí ăn mặc giống Splendid trong dịp Halloween (trong tập Remains to be Seen).
Petunia: là một cô chồn hôi màu xanh dương đậm với một hình mũi tên màu xanh da trời trên trán mà được nối với hình tam giác ở sau lưng và đường kẻ màu xanh da trời trên chiếc đuôi dài, trên đầu cài một bông hoa màu hồng và cổ đeo một tấm bìa hình cây thông khử mùi. Cô ấy thích chơi búp bê, xe đẩy và mở tiệc trà với các bạn. Petunia thường xuất hiện cùng Giggles. Họ là bạn thân của nhau, họ cùng mở một quán nước chanh nhỏ (trong Eyes Cold Lemonade), chơi cùng nhau và tập thể dục cùng nhau. Petunia mắc hội chứng OCD, một loại hội chứng khiến cô trở nên ám ảnh với việc sạch sẽ.
Handy: là một chú hải ly màu cam với hai tay bị cụt (do tai nạn lao động nhưng không rõ nguyên nhân). Hai cánh tay được quấn băng kín. Cậu đeo một đai thắt lưng có công cụ và đội một chiếc mũ bảo hiểm công nhân màu vàng (trang phục điển hình của công nhân xây dựng). Tuy bị cụt hai tay nhưng cậu là nhân vật lao động nhiều nhất bộ phim. Cậu thường được miêu tả là một nhân vật trưởng thành nhưng đôi khi là một đứa trẻ (tập Happy Trails Part 1 khi cậu ở trên chiếc xe buýt đến trường với rất nhiều nhân vật khác và tập Remains to be Seen khi cậu hóa trang trong dịp lễ Halloween). Handy là bạn trai của Petunia (trong My Better Half và I Nub You).
Lumpy: là một con nai sừng tấm màu xanh da trời nhạt với chỉ số IQ thấp, răng xấu (mặc dù khá trắng), mắt lác, có chiều cao lớn nhất trong dàn nhân vật chính và sừng không đồng đều. Được biết đến như một đàn anh hoặc một người trông trẻ của rất nhiều nhân vật khác. Anh thường rất tốt nhưng khá vụng về và cực kỳ ngu dốt. Hơn nữa, anh ta còn hét như đàn bà. Khẩu miệng của anh là "Mmm-Hmm!" khi anh ta nghĩ là mình đã giải quyết được vấn đề hay khi cảm thấy thỏa mãn. Anh được xem là nhân vật chính trong toàn bộ chương trình vì anh ấy xuất hiện trong nhiều tập phim nhất ,có nhiều nghề nghiệp nhất so với bất kỳ nhân vật nào, sống sót thường xuyên hơn hầu hết các nhân vật chính khác và đã giết nhiều nhân vật nhất trong số các nhân vật chính.
Flippy: là một con gấu màu xanh lá cây, anh mặc 1 chiếc áo và mũ quân đội. Cậu có 2 nhân cách: nhân cách Flippy - tốt bụng và hay giúp đỡ bạn bè, khi có tiếng nổ hoặc hình ảnh gợi nhớ về chiến tranh (đặc biệt là máu, cho dù nó chỉ là sốt cà chua) thì Fliqpy - 1 nhân cách khác xuất hiện và giết hết tất cả mọi người xung quanh một cách máu me không chừa ai, thì (Fliqpy) thậm chí còn tự đâm vào người mình nếu Flippy ngăn cản mình lại. Anh ta là 1 cựu quân nhân nhưng vẫn có sở thích là ôm gấu bông khi ngủ và người lớn với việc sưu tầm đồ cổ như tranh, bình,... ngoài ra còn bị điên lên do căng thẳng hoặc tức điên lên. Anh ấy là bạn thân của Flaky. Cậu còn được biết là có PTSD (Hậu chấn tâm lý).
Flaky: Là một cô nhím màu đỏ thẫm với bộ gai dính đầy gàu. Cô có tính cách nhút nhát nhưng rất tốt bụng dù thường gây ra rắc rối. Sở thích là nấu ăn, kết bạn. Bị dị ứng nặng với đậu phộng. Ngoài ra Flaky bị giết bởi hầu hết các nhân vật trong phim. Là người duy nhất để ý Flippy có hai nhân cách (thể hiện trong Without a Hitch), nên dù là bạn thân, Flaky cũng khá cẩn trọng với Flippy. Giới tính của Flaky vẫn chưa được xác định, nhưng hầu hết cho rằng Flaky là nữ.
Nutty: Là một chú sóc màu xanh lá cây với cái đuôi to, dài, mềm. Nutty rất nghiện kẹo nên trên người hay dính kẹo ngọt (kẹo táo cắn dở, kẹo mút, kẹo viên, kẹo que Noel). Cậu cũng có một bên mắt "lác" như mắt con lắc đồ chơi. Nutty đơn giản chỉ là con sóc nghiện kẹo với bản mặt hất cùn.
Sniffles: Là một chú thú ăn kiến màu xanh da trời với cặp kính lớn và những cây bút trong cái túi áo trên ngực. Sniffles là nhân vật thông minh nhất trong số các nhân vật, nhưng đôi khi lại thiếu kiến thức thông thường. Cậu tạo ra nhiều phát minh, nhưng những phát minh này có xu hướng phản tác dụng vào những thời điểm không thích hợp, đôi khi dẫn đến cái chết của anh ta hoặc của các nhân vật khác. Anh ta thường cố gắng ăn thịt một gia đình kiến, những người cố gắng tự cứu mình trong khi giết kẻ thù tự nhiên của chúng theo những cách đau đớn và tàn bạo nhất có thể.
Russell: Là một chú rái cá cướp biển màu xanh nhạt với một chiếc mũ cướp biển, một miếng che mắt phải, một cái móc ở tay phải, hai cái chân gỗ và một bộ áo quần cướp biển. Cậu thường được thấy trong các hoạt động liên quan tới nước như câu cá, chèo thuyền,...
Mime: Là một chú nai màu tím với khuôn mặt màu trắng, cậu mặc một cái áo sọc màu tím và trắng. Cậu thường hoạt động để mang đến sự giải trí cho các nhân vật khác, nhưng kết quả thường là các nhân vật khác bị giết. Cậu thường đi xe đạp một bánh. Là một nhân vật kịch câm, cậu thường không nói chuyện mà diễn tả bằng hành động. Điều này thường khiến cho các nhân vật khác không hiểu ý cậu muốn nói, và thường dẫn đến cái chết của nhiều nhân vật.
Pop và Cub: Là hai bố con gấu màu da. Pop thường mặc một cái áo choàng có dây thắt, một cái mũ và lúc nào cũng hút thuốc bằng một cái tẩu thuốc. Cub thì mặc tã và đội mũ có cánh quạt ở trên đỉnh. Pop là nhân vật rất thương con mình, nhưng nhiều hành động của anh hầu hết vô tình gây ra cái chết cho con mình và các nhân vật khác. Nhưng cũng có những lần Cub chết không do Pop.
The Mole: Là một chú chuột chũi màu hồng nhạt bị mù với chiếc áo cổ lọ màu tím, cặp kính màu đen, một cây gậy, và có một cái nốt ruồi ở gần mũi. Do bị mù, nên nhiều hành động của anh gây ra cái chết cho nhiều nhân vật khác. Dù bị mù nhưng anh lại thích đọc sách, lái xe,... Anh là bạn tốt của Handy. Anh cũng là nhân vật không nói trong suốt loạt phim, không rõ có bị câm hay không.
Lifty và Shifty: Là hai anh em gấu mèo màu xanh lá cây, ngoài ra Shifty còn có đội thêm một cái mũ. Cả hai trộm tất cả những gì chúng có thể lấy. Shifty là nhân vật đầu tiên được vẽ ra, trước Cuddles. Dù là anh em sinh đôi, nhưng đôi khi chúng cãi nhau, và có thể phản bội nhau để hưởng riêng chiến lợi phẩm, nhưng kết quả đều dẫn đến việc cả hai đều chết. Lifty và Shifty là hai nhân vật có tỷ lệ sống sót thấp nhất trong số các nhân vật.
Disco Bear: Là một chú gấu màu vàng với bộ quần áo kiểu thập niên 70. Trong hầu hết các tập phim, cậu được nhìn thấy tán tỉnh các cô gái, gồm Giggles và Petunia, những người chỉ đơn giản thấy anh ta là một kẻ phiền toái. Cậu chưa được nhìn thấy là có tán tỉnh Flaky mà chỉ coi cô là bạn, còn Lammy thì chưa tương tác.
Cro-Marmot: Là một chú marmot màu xanh vàng, mặc khố da beo và cầm một chiếc gậy màu nâu. Anh ta bị đóng băng trong một khối băng khổng lồ và sống trong lều tuyết ở một quả cầu tuyết khổng lồ trong rừng. Mặc dù bị đóng băng, anh ta có thể thực hiện nhiều tác vụ ngoài màn hình. Anh ấy thường lái xe vòng quanh một chiếc xe bán kem. Tập duy nhất mà anh ta không bị đóng băng là "Dino-Sore Days", vì tập này diễn ra ở thời tiền sử.
Splendid: Là một chú sóc bay màu xanh dương với chiếc mặt nạ siêu anh hùng màu đỏ. Dù là một siêu anh hùng, cậu ta lại gây hại nhiều hơn lợi, giết nhiều hơn cứu (dù phần lớn là vô tình giết) và mang một số điểm tương đồng với Siêu nhân, chẳng hạn như điểm yếu của anh ta là một viên tinh thể màu xanh lá cây được gọi là Kryptonut (một trò nhại lại Kryptonite) trong tập phim truyền hình "Gems the Breaks", cũng là một trong hai tập mà anh ta chết. Kẻ thù không đội trời chung của anh ta là Splendont (xuất hiện trong tập Ka-Pow!: Splendid's SSSSSuper Squad).
Lammy: Là một cô cừu màu tím với một chiếc nơ màu tím và một chiếc áo len trắng tượng trưng cho bộ lông của cô ấy. Được giới thiệu vào tháng 4 năm 2010, cô có một người bạn được cho là bạn tưởng tượng tên là Mr. Pickels, một quả dưa muối có tri giác thích giết mọi người một cách tàn bạo để mua vui (tuy nhiên, thực tế về sự tồn tại của Mr. Pickels vẫn còn mơ hồ). Lammy được đến là bị tâm thần phân liệt, có thể đó là lý do cô nhìn thấy Mr. Pickels nhưng người khác lại không.
Mr. Pickels: Là một quả dưa muối với chiếc mũ đội đầu và bộ ria mép. Anh ta hành động tương tự như Evil Flippy (Fliqpy), do có xu hướng giết bất cứ ai ở gần một cách thô bạo chỉ vì mục đích của mình. Anh cũng là "người bạn tưởng tượng" của Lammy mà chỉ cô mới có thể nhìn thấy. Tuy nhiên, trong tập "Royal Flush", Giggles có thể nhìn thấy anh ta, trong đó anh ta cũng cố gắng một tay giết Flaky. Lúc đầu, Lammy nghĩ anh ta là tốt, nhưng khi Mr. Pickels sau đó bắt đầu gây ra hỗn loạn, chẳng hạn như từ việc xé nát đầu của con gấu bông Petunia đến cán Handy bằng chính chiếc xe tải của Handy trong lần xuất hiện đầu tiên của họ trong tập "A Bit of a Pickle".

### Nhân vật phụ
Generic Tree Friends: Là những nhân vật phụ, thường đóng vai trò như những người xem phim, kịch,... Ngoài ra còn có thể là những đám đông trong các sự kiện, nơi tập trung đông người trong bộ phim.
Truffles: Là một chú lợn rừng màu xám xanh. Anh xuất hiện lần đầu trong tập "A Bit of a Pickle", nhưng xuất hiện nổi bật nhất trong ''Clause for Concern". Mặc dù anh không phải là nhân vật chính, nhưng anh lại xuất hiện nhiều hơn Lammy, và đã bị giết trong ba tập, bởi Lumpy trong" All in Vein", "An Inconvenient Tooth" và Flippy trong "By the Seat of your Pants". Anh ta được cho là một kẻ bắt nạt, cho thấy rằng anh ta có thể là một kẻ phản anh hùng. Truffles đã thua Lammy và Mr. Pickels trong "Vote or Die" (một cuộc bình chọn về việc thêm nhân vật chính mới), nên cậu trở thành nhân vật phụ cho phim.

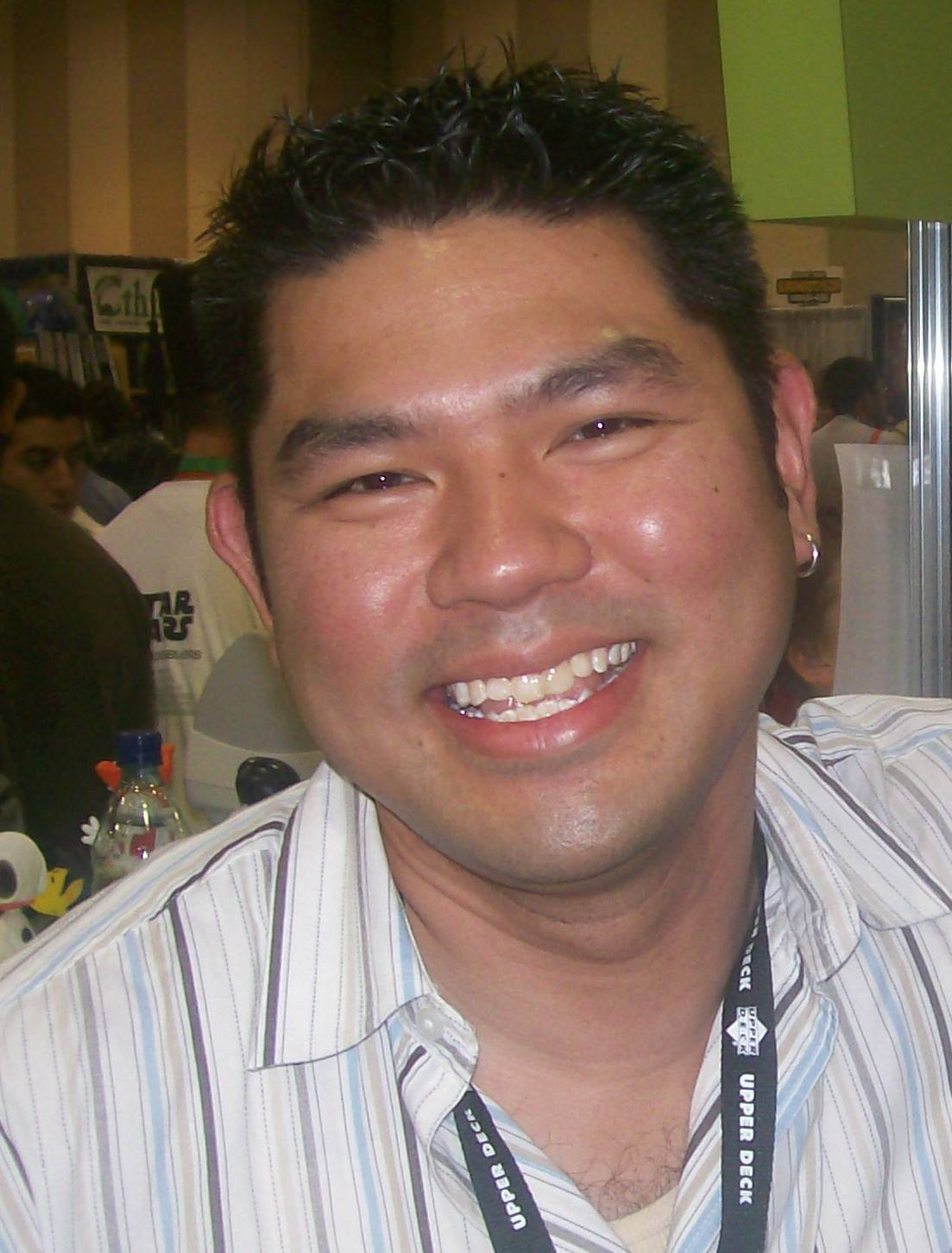
Đạo diễn bộ phim Kenn Navarro.

## Số tập phim
Bộ phim này tổng cộng có 132 tập phim gồm: 93 tập trên Internet (gồm 5 mùa: mùa 1: 27 tập; mùa 2: 28 tập; mùa 3: 25 tập; mùa 4: 9 tập; mùa 5 (Still Alive): 5 tập; và 13 tập trên truyền hình với những câu chuyện khác nhau.
Ngoài ra còn 74 tập phim ngắn và nhiều loại tập khác: Smoochies (11 tập), Kringles (10 tập), Ka-Pow! (6 tập), Blurbs (29 tập), HTF Break (13 tập), Love Bites (5 tập).
Hầu hết tất cả các tập phim có nội dung độc lập với nhau (ngoài ra còn có những tập có nội dung chia làm 2 phần), nên người xem xem tập nào sẽ hiểu riêng tập đó.